# Bovichtus chilensis
Bovichtus chilensis е вид бодлоперка от семейство Bovichtidae. Видът не е застрашен от изчезване.

## Разпространение
Разпространен е в Чили.

## Описание
На дължина достигат до 9,4 cm.